# 矜羯羅童子

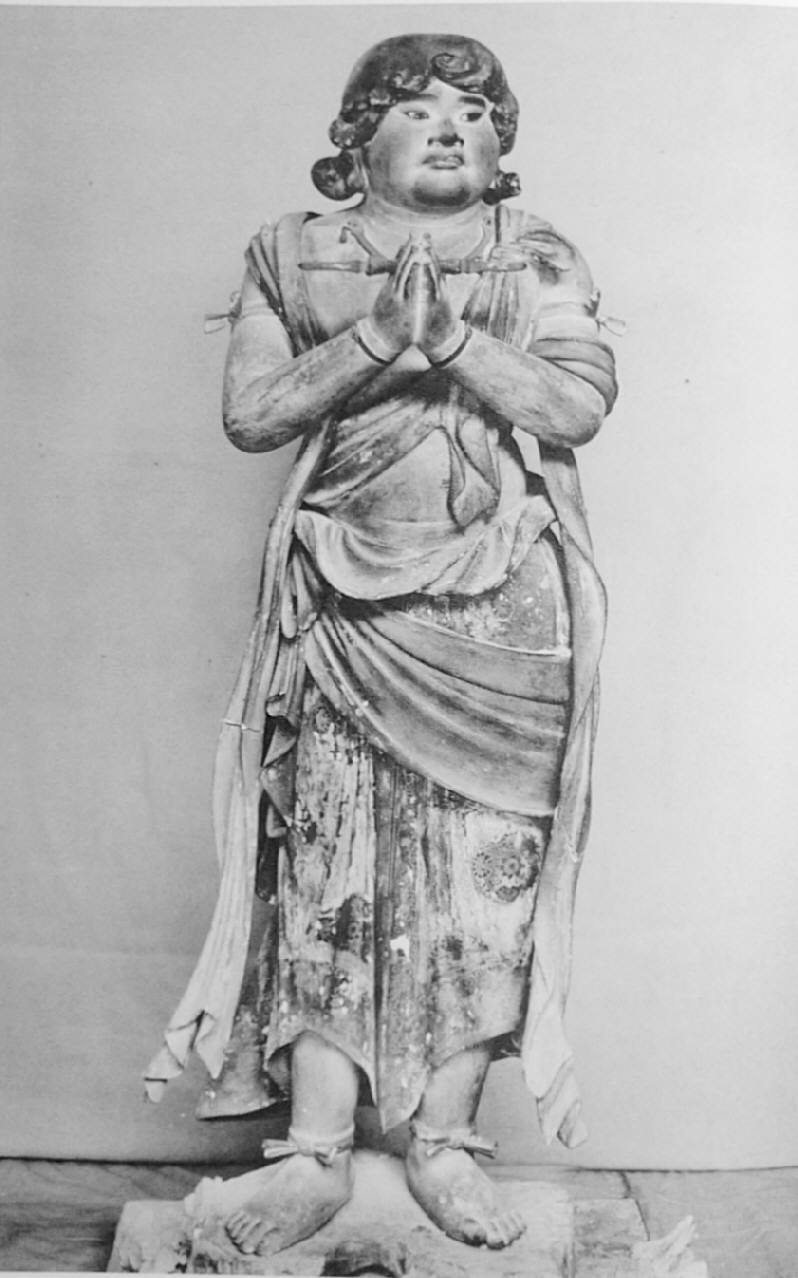
伝運慶作『矜羯羅童子像』（国宝『木造八大童子立像』のうち）、金剛峯寺所蔵

矜羯羅童子（こんがらどうじ）、梵名キンカラ (Kiṃkara) は、不動明王の眷属、八大童子の第7番目である。

## 概要
| 龍湫周沢写『不動明王二童子像』（メトロポリタン美術館所蔵） |  | 龍湫周沢写『不動明王二童子像』（メトロポリタン美術館所蔵） |  | 龍湫周沢写『不動明王二童子像』（メトロポリタン美術館所蔵） |
| 龍湫周沢写『不動明王二童子像』（メトロポリタン美術館所蔵） |  |                                                            |  |                                                            |

不動三尊において、制多迦童子 (Ceṭaka) と共に不動明王の脇侍を務める。通常は不動明王の左（向かって右）に位置する。
「矜羯羅」とは、サンスクリットで疑問詞の矜 (kiṃ) と、「作為」の意味である羯羅 (kara) を合わせたもので、直訳すれば「何をするべきかを問い、その命令の通りに動く」という意味であり、奴僕や従者を指す普通名詞であるが、矜羯羅童子の場合は不動明王の奴僕三昧を表すとともに、仏法に対して恭敬であるさまを意味している。
十五歳ほどの童子の姿をしており、蓮華冠をつけ、肌は白肉色である。合掌した親指と人差し指の間に独鈷杵をはさんで持つ。天衣と袈裟を身に着けている。

## 真言・種子・三昧耶形

### 真言
「オン ダラマ コンガラ チシュタ サラ」
(oṃ dharma koṃgla tiṣṭa sra)
※経典には「oṃ dharmma hāṃkara tiṣṭa jra」と書いてある。

### 種子
種子（種子字）はタラ (tra) 、あるいはコン (koṃ)、またはコンガラ(koṃgla) 。

### 三昧耶形
三昧耶形は金剛杵、あるいは蓮華。

## 作例
- 京都青蓮院の不動明王図「青不動」
- 高野山明王院の不動明王図「赤不動」
- 高野山金剛峯寺の不動八大童子像（の内1躯。写真）